# فرودگاه شهری شل لیک
فرودگاه شهری شل لیک (به انگلیسی: Shell Lake Municipal Airport) یک فرودگاه همگانی با کد یاتا SSQ است که یک باند فرود آسفالت دارد و طول باند آن ۱۱۳۱ متر است. این فرودگاه در کشور ایالات متحده آمریکا قرار دارد و در ارتفاع ۳۷۶ متری از سطح دریا واقع شده است.